# Autostrada A621 (Franța)
Autostrada A621, sau A621, este o scurtă autostradă franceză, ramură a A620, care leagă Toulouse de aeroportul Blagnac.
Această autostradă este gratuită, neconcesionată și administrată de DIR Sud-Ouest.
În 2019, un scurt tronson terminal de 395 de metri a fost declasificat la intrarea în Aeroportul Toulouse–Blagnac. În prezent, A621 este în continuitate cu M902.

## Istoric
Declarație de utilitate publică:
- 29.11.1988: Secțiunea Toulouse - Aeroport (A620 - Aeroport)[n 2]
- 07.11.1997: Nodul rutier Sept Deniers (ieșirea 1, bretea dinspre Blagnac), (declarație prelungită la 13.06.2002)

Darea în exploatare
- 19.12.1991: Secțiunea Garonne - Aeroport (ieșirea 2 - Aeroport)[n 3]
- 03.1998: Secțiunea Toulouse - Garonne (A620 - ieșirea 2)[n 4]
- 04.08.2005: Nodul rutier Sept Deniers (ieșirea 1, bretea dinspre Blagnac)
- 04.2020: Nodul rutier Blagnac - Rue Dieudonné Costes (bretea suplimentară spre Toulouse), (→ RN2621)

## Traseu
| De la A620 la D902 (31); secțiune gratuită, neconcesionată, administrată de DIR Sud-Ouest.                                                     | |                      |
| A620 E72 | |                      |
| A621 | |                      |
| 31 | Nod rutier între A620 și A621: A62 (Paris, Bordeaux), A68 (Albi); A61 (Montpellier), A64 (Tarbes, Lourdes), Toulouse-centru.             | A620 A62 A68 A61 A64 |
| 1 - Les Sept Deniers | Cartier deservit: Toulouse-Les Sept Deniers.                                                                                             |                      |
| 2 - Ancely | Orașe deservite: Blagnac-centru, Toulouse-Ancely, Toulouse-Hôpital Purpan (nod rutier parțial).                                          | M1                   |
| | Pod peste Garonne. |                      |
| Intersecție | Nod rutier între M901 și A621: A61 (Montpellier), A64 (Tarbes, Lourdes), Auch, Colomiers, Tournefeuille, Toulouse-Saint-Martin-du-Touch. | M901 A61 A64         |
| 3 - Le Ritouret | Orașe deservite: Blagnac, P.R. 2 - Portail C, Le Ritouret, Complexe Aéronautique.                                                        | M1E                  |
| 4 | Nod rutier între M902 și A621: Grenade, Beauzelle, Cornebarrieu, P.R. Nord (nod rutier parțial).                                         | M902                 |
| A621 | |                      |
| De la D902 (31) la Aeroportul Toulouse-Blagnac; secțiune gratuită, neconcesionată, având statut de drum expres, administrată de DIR Sud-Ouest. | |                      |
| RN2621 | |                      |
| Blagnac-Rue Marc Doret | Cartier deservit: Blagnac-Rue Marc Doret (sens A621 → Aeroport).                                                                         |                      |
| VC - Blagnac-Rue Dieudonné Costes | Cartier deservit: Parc de activități aeroportuar Sud.                                                                                    |                      |
| RN2621 | |                      |
| Rond-Point de l'Envol | Orașe deservit: Aeroportul Toulouse–Blagnac, Parc de activități aeroportuar Nord, Parcări auto, Închirieri mașini                        |                      |